# Stanisław Krasiński (ok. 1585–1641)
Stanisław Krasiński herbu Ślepowron (ur. ok. 1585, zm. 1641) – kasztelan sierpecki od 1641.